# Magdalena Fransson
Anna Magdalena Fransson, född 24 december 1971 i Lekaryds församling i Kronobergs län, är en svensk tidigare politiker (Centerpartiet). Hon var förbundsordförande för Centerpartiets Ungdomsförbund 1996-1999.
Fransson är sedan en tid tillbaka bosatt i Norge där hon sedan kommunvalet 2015 är ledamot av kommunstyrelsen (formannskapet) i Lardal kommun i Vestfold, samt distriktsordförande för Venstre i Vestfold fylke.